# Senna viarum
Senna viarum là một loài thực vật có hoa trong họ Đậu. Loài này được (Little) H.S.Irwin & Barneby miêu tả khoa học đầu tiên.